# Verneuil-le-Château
Verneuil-le-Château település Franciaországban, Indre-et-Loire megyében. Lakosainak száma 125 fő (2022. január 1.). Verneuil-le-Château Chezelles, Courcoué, Luzé és Rilly-sur-Vienne községekkel határos.

## Népesség
A település népessége az elmúlt években az alábbi módon változott:
| Lakosok száma | 172  | 125  | 131  | 116  | 138  | 129  | 126  | 128  | 127  | 125  |
|               | 1968 | 1982 | 1990 | 2006 | 2013 | 2015 | 2017 | 2019 | 2020 | 2022 |